# بازده حجمی

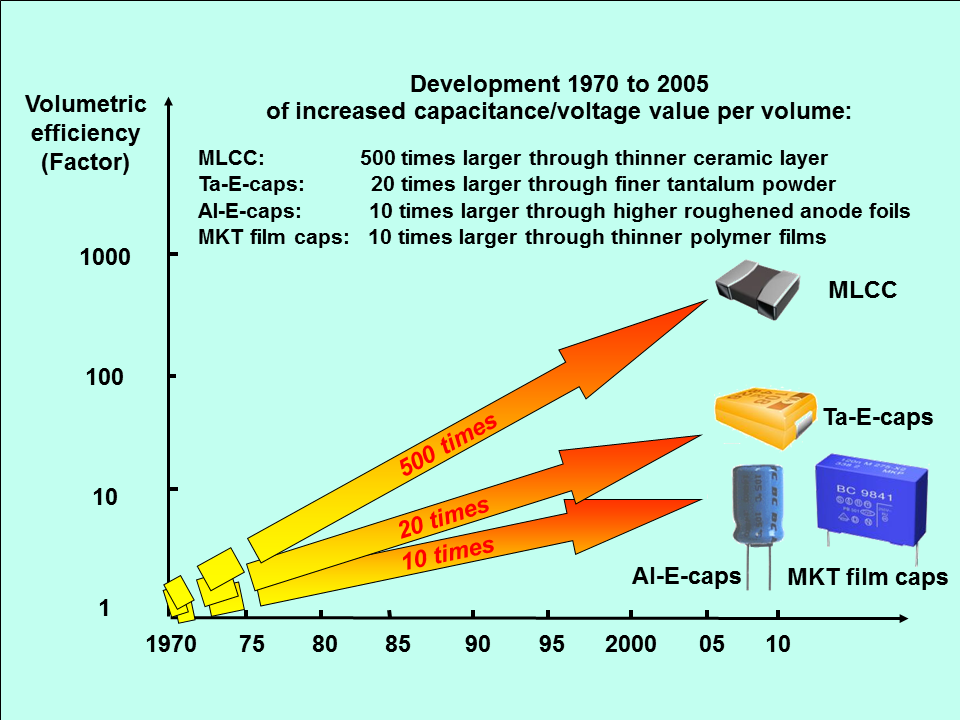
افزایش کارایی حجمی بین سالهای ۱۹۷۰ تا ۲۰۰۵

بازده حجمی (به انگلیسی: Volumetric efficiency) یک اصطلاح فنی است که برای مقایسه یا سنجیدن بازده یا دیگر پارامترهای که با رابطه با میزان حجم بدست میآید.این اصطلاح که میزان آن میزان عملکرد بهینه سامانه را نشان می‌دهد در انواع طراحی‌هایی که به هم ربط چندانی ندارند به کار می‌رود مانند موتورهای درون سوز و پمپ‌های هیدرولیک و در بخش‌هایی از مدارهای الکترونیکی کاربرد دارند.